# Pierre Amédée Jaubert
Pierre Amédée Emilien Probe Jaubert (Aix-en-Provence, 3 giugno 1779 – Parigi, 28 gennaio 1847) è stato un diplomatico francese.

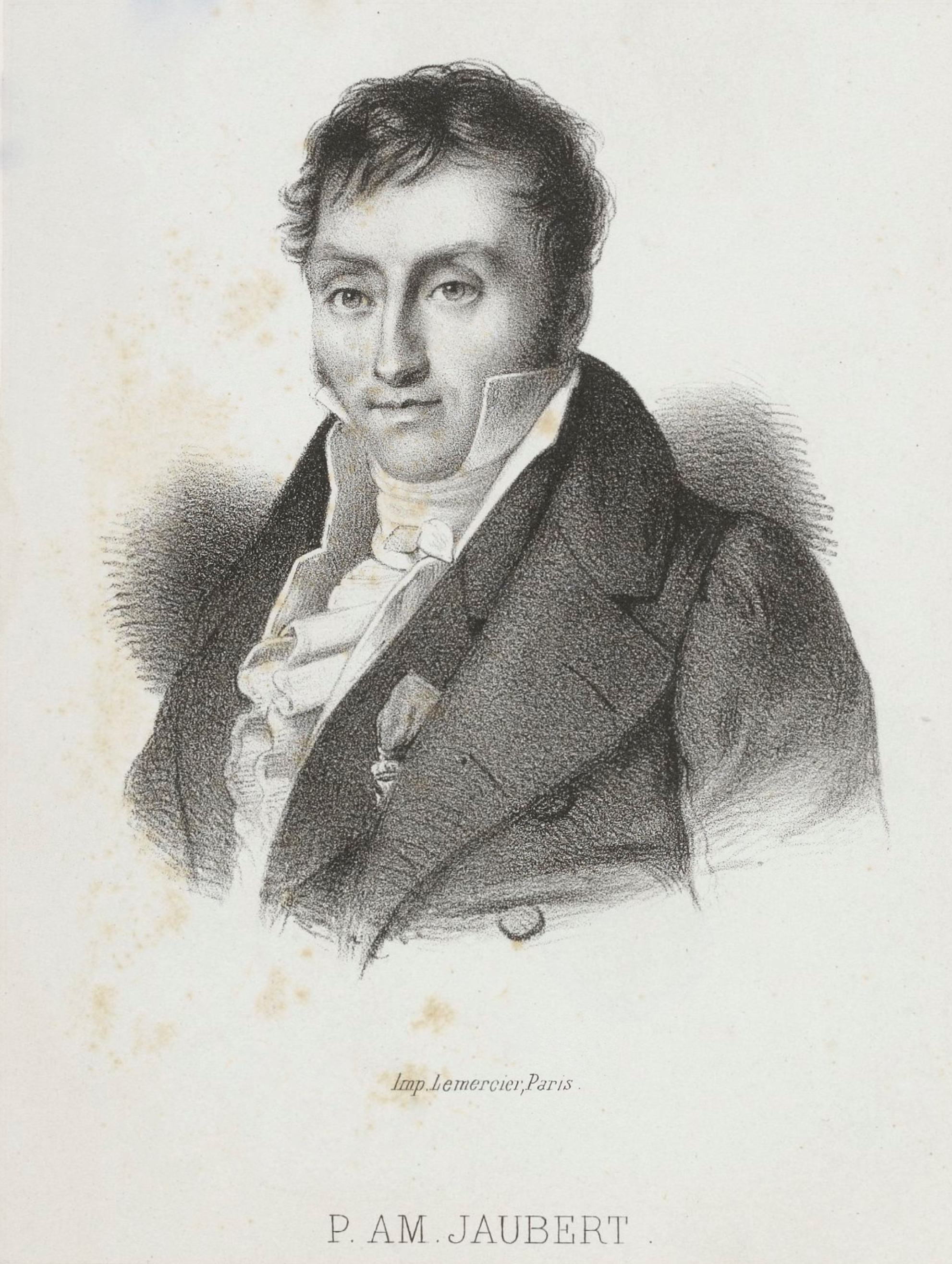
Pierre Amédée Jaubert

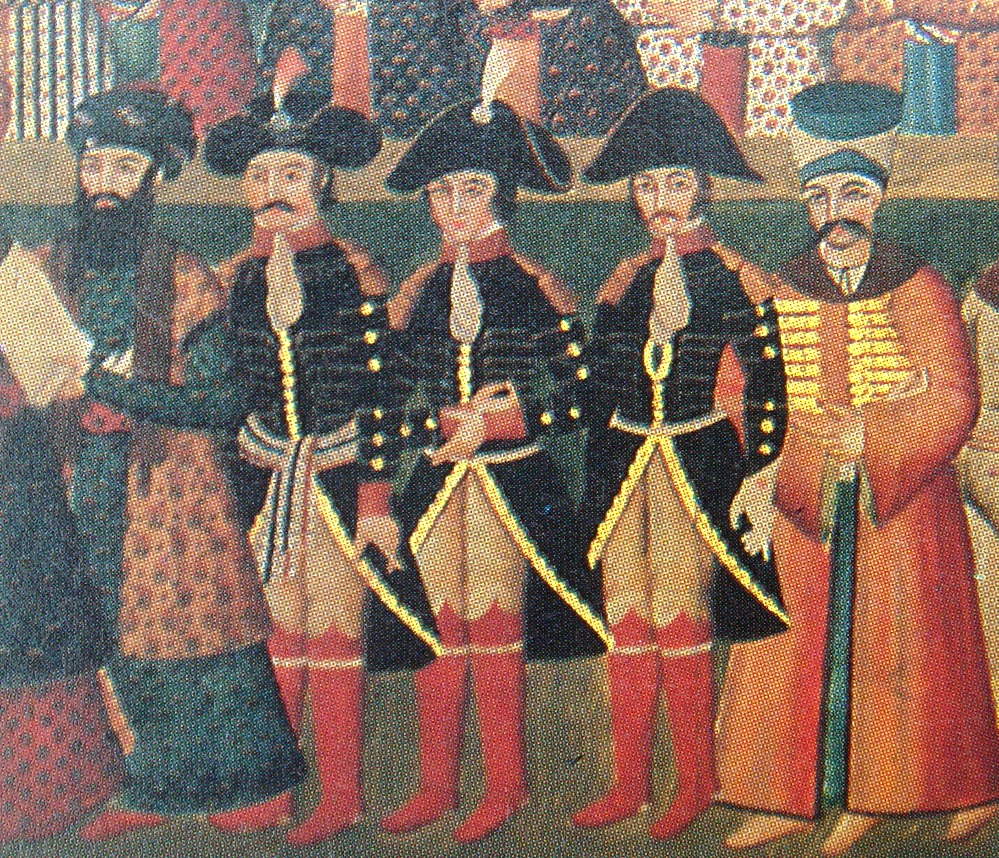
Il generale Gardane, coi colleghi Amédée Jaubert e Joanin, alla corte persiana di Fath Ali Shah nel 1808

Fu anche un accademico, orientalista, traduttore, politico e viaggiatore. Fu il "consigliere orientalista e dragomanno preferito" di Napoleone.

## Biografia
Nato ad Aix-en-Provence, Jaubert fu uno dei pupilli di Antoine-Isaac Silvestre de Sacy, del quale tenne il discorso funebre nel 1838. Jaubert fu interprete di Napoleone Bonaparte durante la campagna d'Egitto del 1798-1799, nella quale fu membro dell'Istituto egiziano di scienze ed arti.
Dopo il ritorno a Parigi ricoprì numerosi incarichi di governo. Nel 1802 accompagnò Horace Sébastiani nella sua missione in oriente, e nel 1804 si recò nell'Impero ottomano, per assistere Sébastiani ad Istanbul.
Nel 1805 fu inviato presso la dinastia Qajar in Persia nella cosiddetta "missione Jaubert", per stringere un'alleanza con lo scià Fath Ali Shah, ma lungo la via fu catturato ed imprigionato in una cisterna vuota per quattro mesi dal pascià di Doğubeyazıt. A Jaubert fu permesso di proseguire solo dopo la morte del pascià. Svolse con successo la missione, e si riunì a Napoleone nel ducato di Varsavia (1807). Amédée Jaubert fu presente al palazzo di Finckenstein per la negoziazione del Trattato di Finckenstein che il 27 aprile 1807 decise l'alleanza franco-persiana.
Alla vigilia della caduta di Napoleone fu nominato chargé d'affaires a Costantinopoli.
La restaurazione francese mise fine alla sua carriera diplomatica, ma nel 1818 intraprese un viaggio governativo per aiutare il Tibet, grazie al quale introdusse in Francia 400 capre del Kashmir. Jaubert passò il resto della vita a studiare, scrivere ed insegnare. Divenne professore di lingua persiana al Collège de France e direttore della École des langues orientales. Nel 1830 fu eletto membro della Académie des inscriptions et belles-lettres. Nel 1841 fu nominato parìa di Francia e membro del Consiglio di Stato. Morì a Parigi.
Oltre ad articoli sul Journal asiatique, pubblicò Voyage en Arménie et en Perse (1821) e Elements de la grammaire turque (1823–1834).